# Ladislav Krejčí (ur. 1999)
Ladislav Krejčí (ur. 20 kwietnia 1999 w Rosicach) – czeski piłkarz grający na pozycji pomocnika.

## Kariera klubowa
Treningi piłkarskie rozpoczął w wieku 4 lat w Slovanie Rosice, z którego w 2008 roku trafił do Zbrojovki Brno. W 2011 roku wrócił do Slovana, a rok później ponownie został zawodnikiem Zbrojovki. W czeskiej ekstraklasie zadebiutował 2 października 2016 roku w zremisowanym 3:3 meczu ze Spartą Praga. W czerwcu 2019 podpisał czteroletni kontrakt ze Spartą Praga. W czerwcu 2024 podpisał pięcioletni kontrakt z Girona FC.

## Kariera reprezentacyjna
Młodzieżowy reprezentant Czech w kadrach od U-16 do U-21. W 2021 roku wraz z kadrą U-21 wystąpił na mistrzostwach Europy, na których zagrał we wszystkich trzech meczach grupowych: zremisowanych 1:1 z Włochami i Słowenią i przegranym 0:2 z Hiszpanią, po których Czesi odpadli z rywalizacji, zajmując trzecie miejsce w grupie.
W seniorskiej reprezentacji zadebiutował 24 marca 2022 roku w przegranym 0:1 meczu baraży o awans na mistrzostwa świata ze Szwecją.
24 marca 2023 roku w wygranym 3:1 meczu eliminacji do Euro 2024 z Polską strzelił gola na 1:0 w 27. sekundzie spotkania. Był to jednocześnie najszybciej strzelony gol w historii reprezentacji Czech od rozpadu Czechosłowacji, jak również najszybciej stracony gol przez reprezentację Polski. 17 czerwca 2023 w wygranym 3:0 spotkaniu eliminacji do Euro 2024 z Wyspami Owczymi ponownie strzelił gola.
W 2024 roku znalazł się wśród 26 zawodników powołanych na Euro 2024.

## Życie osobiste
Jest kibicem Tottenhamu Hotspur.